# HMS Prince Eugene
HMS Prince Eugene – brytyjski monitor z okresu I wojny światowej, jedna z ośmiu jednostek typu Lord Clive. Okręt miał wyporność 5683 ton i osiągał prędkość 7 węzłów, a jego główne uzbrojenie stanowiły dwa działa o kalibrze 305 mm, uzupełniane przez artylerię mniejszego kalibru. Zwodowany 14 lipca 1915 roku w stoczni Harland and Wolff w Govan, został wcielony do służby w Royal Navy 2 września 1915 roku. Monitor otrzymał nazwę na cześć wybitnego dowódcy z przełomu XVII i XVIII wieku, księcia Eugeniusza Sabaudzkiego.
Wchodzący w skład Sił Dover (ang. Dover Patrol) okręt wziął czynny udział w działaniach wojennych na Morzu Północnym, uczestnicząc m.in. w rajdzie na Zeebrugge i Ostendę. W 1918 roku jego uzbrojenie miało zostać powiększone o działo kalibru 457 mm pochodzące z wielkiego krążownika HMS „Furious”, jednak z powodu zakończenia wojny nie zostało ono zamontowane. HMS „Prince Eugene” został wycofany ze służby 12 grudnia 1918 roku, po czym w 1921 roku został sprzedany i następnie złomowany.

## Projekt i budowa
Szybka budowa czterech monitorów typu Abercrombie, a także potrzeba wykorzystania dodatkowych okrętów tej klasy do bombardowania wybrzeża, która pojawiła się wraz z przystąpieniem Imperium Osmańskiego do wojny, zachęciły Winstona Churchilla do zamówienia kolejnych dużych monitorów. 11 grudnia 1914 roku złożył on na ręce Pierwszego Lorda Morskiego admirała Johna Fishera i Sekretarza Admiralicji propozycję budowy kolejnych ośmiu takich okrętów, wyposażonych w pochodzące z zapasów dwa lub cztery działa kalibru 343 lub 381 mm lub cztery ciężkie haubice kalibru 381 lub 457 mm, o konstrukcji zbliżonej do jednostek typu Abercrombie. Innowacją miało być użycie do napędu jednostek silników wysokoprężnych, co miało zapewnić prędkość 10 węzłów, a ich budowa miała trwać od sześciu do siedmiu miesięcy przy cenie jednostkowej nieprzekraczającej 700 000 £.
Propozycja ta zyskała aprobatę admirała Fishera i została przekazana szefowi Departamentu Budowy Okrętów (ang. Department of the Director of Naval Construction), którym był Eustace Tennyson d’Eyncourt oraz Dyrektora Uzbrojenia Marynarki Wojennej (ang. Director of Naval Ordnance), kontradmirała Morgana Singera. Wstępne ustalenia wykluczyły zastosowanie zapasowych dział dla drednotów, do których brak było osprzętu i wież, których wykonanie mogło zająć czas dochodzący do co najmniej jednego roku. Uzbrojenie okrętów w haubice kalibru 381 mm było możliwe, jednak ich donośność była zbyt mała w stosunku do wymagań postawionych przed okrętami tej klasy. Wobec niemożliwości pozyskania nowych dział i wież ze względu na obciążenie przemysłu zbrojeniowego bieżącymi zamówieniami na rzecz armii i floty, podjęto decyzję o uzbrojeniu monitorów w działa pochodzące z przestarzałych przeddrednotów o nikłej w okresie I wojny światowej wartości bojowej. Wybór padł na najstarsze będące w służbie pancerniki typu Majestic, z których każdy uzbrojony był w pochodzące z 1895 roku cztery działa kalibru 305 mm BL Mk VIII L/35. Problemem była jednak niewielka jak na czasy I wojny światowej donośność dział, których kąt podniesienia lufy wynosił 13,5°, jednak ich konstrukcja pozwalała na daleko idącą modernizację pozwalającą na zwiększenie kąta podniesienia lufy do 30°, co zapewniało zasięg ognia co najmniej 21 300 jardów (19 477 metrów) w stosunku do oryginalnych 13 700 jardów (12 533 metry). Po potwierdzeniu technicznych możliwości zwiększenie kąta podniesienia luf przez zakłady Elswick Ordnance Company admirał Fisher zatwierdził działa kalibru 305 mm jako główne uzbrojenie nowych monitorów. 1 stycznia 1915 roku Admiralicja podjęła decyzję o rozbrojeniu czterech pancerników typu Majestic („Hannibal”, „Magnificent”, „Mars” i „Victorious”), z których zdjęte dwudziałowe wieże wraz z całym osprzętem (napęd hydrauliczny i podajniki amunicji) miały po modernizacji trafić na pokłady ośmiu monitorów.
Mniejsza od planowanej pierwotnie masa głównego zestawu uzbrojenia pozwoliła na zmniejszenie wyporności okrętów, a przede wszystkim szerokości całkowitej (licząc z „bąblami” przeciwtorpedowymi), co poszerzyło listę stoczni zdolnych do budowy tych monitorów ze względu na rozmiary potrzebnych pochylni.
Przyszły „Prince Eugene” zbudowany został w stoczni Harland and Wolff w Govan pod numerem stoczniowym 477 na pochylni F, będąc jedną z pięciu jednostek typu Lord Clive powstałych w tej wytwórni. Okręt został zamówiony 23 grudnia 1914 roku. Stępkę jednostki położono 1 lutego 1915 roku, a zwodowana została 14 lipca 1915 roku. Początkowo monitor miał otrzymać oznaczenie alfanumeryczne M11, jednak na początku 1915 roku okręt nazwano ostatecznie „Prince Eugene”, na cześć wybitnego dowódcy z przełomu XVII i XVIII wieku, księcia Eugeniusza Sabaudzkiego, walczącego wspólnie z brytyjskim księciem Marlborough przeciwko Francuzom w wojnie o sukcesję hiszpańską.
Koszt powstania okrętu wyniósł około 260 000 £ zamiast planowanych 437 500 £, co spowodowane było wtórnym wykorzystaniem głównego uzbrojenia artyleryjskiego.

## Dane taktyczno-techniczne

### Charakterystyka ogólna
„Prince Eugene” był monitorem o płaskim, wysokim kadłubie (z niewielkim uskokiem na rufie) o masie 2486 długich ton (ts), wewnątrz którego znajdowały się trzy ciągłe pokłady: górny, główny i ładowni. Na osiągającym ¾ długości kadłuba płaskim pokładzie dziobowym znajdowały się: niewielkie opancerzone stanowisko dowodzenia, barbeta z wieżą artyleryjską, ciężki trójnożny maszt ze stanowiskiem kierowania ogniem oraz pojedynczy komin. Górny pokład początkowo był częściowo otwarty z obu burt, jednak później otwory zostały zaślepione i tak powstałe pomieszczenia zostały wykorzystane jako dodatkowe przedziały mieszkalne; pozostałe dwa pokłady mieściły maszynownię, kotłownię wraz z mechanizmami pomocniczymi, zasobnie węglowe, komory amunicyjne, magazyny i pomieszczenia mieszkalne. Integralną częścią kadłuba były umieszczone na poziomie pokładu ładowni „bąble” przeciwtorpedowe, składające się z dwóch części oddzielonych wzdłużną grodzią: wodoszczelnej zewnętrznej oraz otwartej wewnętrznej wypełnionej wodą morską, wpływającą przez otwory w poszyciu.
Okręt miał długość całkowitą wynoszącą 102,33 metra (97,54 metra między pionami), szerokość całkowitą 26,59 metra (z „bąblami”; szerokość samego kadłuba wynosiła 17,37 metra) i zanurzenie 2,92 metra. Wyporność konstrukcyjna wynosiła 5900 ts, pełna 5683 ts, głęboka 5850 ts, a lekka 5170 ts.
Załoga okrętu składała się początkowo ze 194 osób – 12 oficerów oraz 182 podoficerów i marynarzy. Kabiny oficerskie znajdowały się w części rufowej, a pomieszczenia dla podoficerów i marynarzy na dziobie. Instalacja dodatkowego uzbrojenia podczas wojny spowodowała wzrost liczebności załogi, mogła ona liczyć od 215 do 278 osób.

### Urządzenia napędowe
Siłownię jednostki stanowiły dwie 4-cylindrowe maszyny parowe potrójnego rozprężania o łącznej mocy 2310 KM przy 200 obr./min, wyprodukowane w macierzystej stoczni, do których parę dostarczały dwa kotły wodnorurkowe Babcock & Wilcox o ciśnieniu roboczym 14 kG/cm², opalane węglem. Maszyny parowe miały cylindry o średnicy 381 mm (15 cali), 635 mm (25 cali) i dwa 762 mm (30 cali), a skok tłoków wynosił 610 mm (24 cale). Okręt napędzały dwie czterołopatowe śruby, a sterowanie odbywało się za pomocą dwóch równoległych sterów. Eksploatacyjna prędkość okrętu wynosiła 7 węzłów. Normalny zapas węgla wynosił 200 ton, a maksymalny 356 ton; pozwalało to osiągnąć zasięg wynoszący 1000–1100 Mm przy prędkości 6,5 węzła. Zużycie paliwa wynosiło 2,1 tony węgla na godzinę. Masa układu napędowego z mechanizmami pomocniczymi i zapasem wody kotłowej wynosiła 391 ton.

### Uzbrojenie

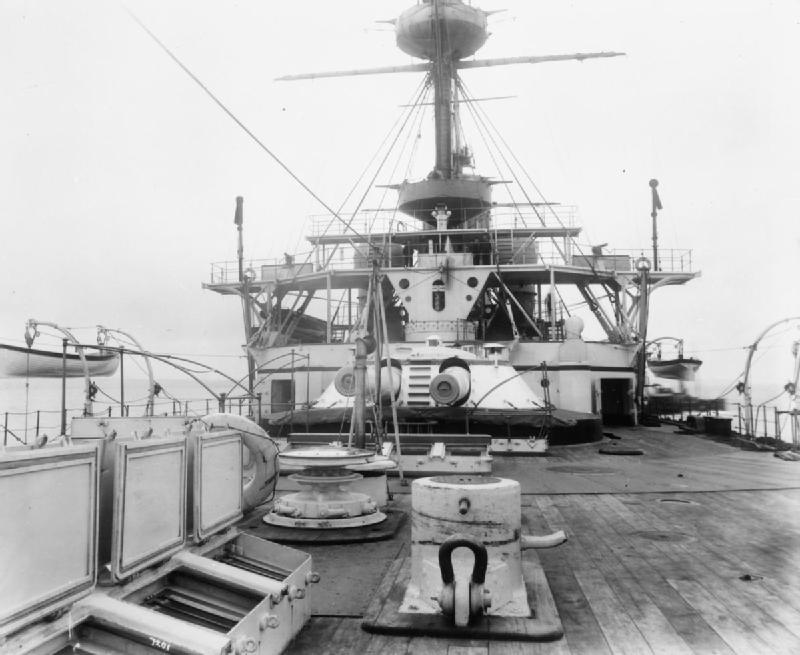
Wieża dział kalibru 305 mm na pokładzie pancernika HMS Hannibal (1896)

Główną bronią artyleryjską monitora były dwa działa kalibru 305 mm BL Mk VIII L/35, umieszczone w obrotowej pancernej wieży model B II produkcji zakładów Elswick Ordnance Company. „Prince Eugene” otrzymał wieżę z działami pochodzącą z pancernika „Hannibal”, a ich modernizacji dokonali pracownicy firmy zbrojeniowej Coventry Ordnance Works. Długość całkowita działa wynosiła 11,308 metra, z czego lufa mierzyła 10,799 metra (35,43 kalibra), w tym część gwintowana 8,875 metra. W lufie znajdowało się 48 bruzd, a jej żywotność oscylowała w granicach 500 strzałów. Masa lufy z zamkiem wynosiła 61 ton, a cała wieża z pancerzem i wyposażeniem ważyła 264 tony. Hydraulicznie napędzana wieża miała załogę liczącą 47 osób i mogła się obracać na każdą burtę, a kąt podniesienia luf wynosił od 0° do +30°. Działa wykorzystywały amunicję rozdzielnego ładowania: pociski odłamkowo-burzące (HE) 2 c.r.h., 4 c.r.h. i C.P.C. o masie 385,5 kg (w tym 48,5 kg materiału wybuchowego) oraz przeciwpancerne A.P.C., wystrzeliwane przy pomocy umieszczonego w woreczkach kordytu MD 45 o masie 90,6 kg. Maksymalna donośność wystrzeliwanego z prędkością początkową 716 m/s pocisku 4 c.r.h. wynosiła 22 400 metrów (24 500 jardów), a szybkostrzelność praktyczna jeden strzał na minutę. Łączny zapas amunicji bojowej kalibru 305 mm wynosił 240 sztuk (120 2 i 4 c.r.h. oraz 120 C.P.C.). Pociski i ładunki miotające znajdowały się w położonych na pokładzie ładowni komorach amunicyjnych, poniżej wodnicy.
Na pokładzie głównym, pod pokładem dziobowym, zamontowano po obu stronach burt dwa pojedyncze działa kalibru 76,2 mm QF 12-pounder 18 cwt Mark I L/50 . Długość lufy o żywotności 1200 wystrzałów wynosiła 3,81 metra (50 kalibrów), a masa działa 914,4 kg. Działa wystrzeliwały pociski HE 2 c.r.h. o masie 5,63 kg za pomocą ładunku kordytu MD o masie 1,23 kg. Maksymalna donośność wystrzeliwanego z prędkością początkową 792 m/s pocisku wynosiła 8460 metrów, a szybkostrzelność 15 strzałów na minutę. Łączny zapas amunicji kalibru 76,2 mm wynosił 400 sztuk.
Broń przeciwlotniczą stanowiły dwie pojedyncze armaty kalibru 76,2 i 40 mm, umieszczone odpowiednio po lewej i prawej stronie na końcu pokładu dziobowego. Armata przeciwlotnicza kalibru 76,2 mm QF 20 cwt L/45 na podstawie HA II miała długość całkowitą 3,36 metra (w tym lufa 3,24 metra) i masę całkowitą 2,83 tony (sama lufa z zamkiem ważyła 1,02 tony). Wystrzeliwała pociski o masie 7,25 kg przy pomocy kordytu o masie 0,96 kg z prędkością początkową 610 m/s z szybkostrzelnością 20 strz./min. Kąt podniesienia lufy wynosił od -5° do 90°, a maksymalna donośność pionowa sięgała 7015 metrów. Zapas amunicji przeciwlotniczej kalibru 76,2 mm wynosił 300 sztuk. Armata kalibru 40 mm 2-pdr Vickers QF Mark II L/39 miała lufę o długości 1,57 metra (39 kalibrów) i masę 239 kg. Masa pocisku wynosiła 0,91 kg, a ładunek kordytu ważył 93 g. Szybkostrzelność wynosiła 200 strzałów na minutę, a donośność przy kącie podniesienia lufy 45° 6310 metrów. Zapas amunicji kalibru 40 mm wynosił 1000 sztuk.
Broń artyleryjską uzupełniały cztery pojedyncze karabiny maszynowe Maxim kalibru 7,7 mm, o szybkostrzelności teoretycznej 450 strzałów na minutę i łącznym zapasie amunicji 20 000 sztuk, wystrzeliwujące pociski z prędkością początkową 628 m/s na skuteczną odległość 460 metrów. Łączna masa uzbrojenia wraz z amunicją wynosiła 478 ton.

#### Modyfikacje uzbrojenia
Już w początkowej fazie wojennej służby z pokładu monitora zdemontowano nieprzydatne działa kalibru 76,2 mm QF 12-pounder 18 cwt Mark I, zastępując je na początku 1916 roku dwoma szybkostrzelnymi działami kalibru 152,4 mm (pochodzącymi z pancernika „Illustrious”). Działa te zostały później wymienione na nowszy model BL Mark VII. Działo kalibru 152,4 mm BL Mark VII L/45 miało długość całkowitą 7,09 metra, a lufa o długości 6,85 metra miała masę 7,112 tony. Używano amunicji rozdzielnego ładowania: przechowywanych w jedwabnych woreczkach ładunków kordytu i pocisków o masie 45 kg, wystrzeliwanych w zależności od masy ładunku miotającego z prędkością wylotową od 773 do 846 m/s na odległość od 13 350 do 14 450 metrów (przy maksymalnym kącie podniesienia lufy 20°), z szybkostrzelnością od 5 do 8 strz./min. Kolejną wojenną modyfikacją było dodanie drugiej pojedynczej armaty przeciwlotniczej kalibru 76,2 mm QF 20 cwt i jednej dodatkowej armaty przeciwlotniczej kalibru 40 mm 2-pdr Vickers QF Mark II
W końcu 1917 roku „Prince Eugene” został wybrany do instalacji pochodzącego z wielkiego krążownika HMS „Furious” działa numer 1 kalibru 457 mm (18 cali) Mark I L/40. Prace dostosowujące okręt do montażu działa przeprowadzono między grudniem 1917 roku a kwietniem 1918 roku, jednak samego działa nie zainstalowano ani wówczas, ani też w październiku 1918 roku. 
Według stanu na listopad 1918 roku „Prince Eugene” uzbrojony był w dwa działa kalibru 305 mm, dwa działa kalibru 152,4 mm, dwie armaty przeciwlotnicze kalibru 76,2 mm oraz dwie armaty przeciwlotnicze kalibru 40 mm.

### Opancerzenie
Głównym elementem opancerzenia okrętu był znajdujący się wewnątrz kadłuba, wykonany ze stali Kruppa skośny pas burtowy o grubości 152 mm (6 cali) i szerokości 3,66 metra, rozciągający się od wodnicy do pokładu górnego, zamknięty na obu końcach poprzecznymi grodziami. Stworzona w ten sposób pancerna cytadela chroniła pomieszczenia siłowni, trzon wieży artyleryjskiej oraz komory amunicyjne. Przedłużeniem skosu była wzdłużna, pionowa gródź pancerna na wysokości „bąbla” przeciwtorpedowego o grubości 38 mm, a pancerz „bąbli” przeciwtorpedowych miał 102 mm grubości (4 cale). Pokład dziobowy miał grubość 25 mm (1 cal), pokład górny na śródokręciu 51 mm (2 cale), a pokład główny na dziobie i rufie miał grubość 25 mm (wszystkie wykonane ze stali HT). Maszyna sterowa chroniona był pancerzem o grubości 38 mm (1,5 cala). Stanowisko dowodzenia chronione było pancerzem o grubości 152 mm (6 cali) z boku i 63,5 mm (2,5 cala) z góry. Wieża dział głównego kalibru opancerzona była od czoła płytami o grubości 267 mm (10,5 cala), ściany boczne miały grubość 140 mm (5,5 cala), tylna 102 mm, a dach miał grubość 51 mm; posadowiona była na barbecie o grubości 203 mm. Łączna masa opancerzenia jednostki wynosiła 1824 tony, co stanowiło ponad 30% całkowitej masy jednostki.

### Wyposażenie
Jako środki ratownicze i komunikacyjne okręt miał na wyposażeniu dwa kutry i łódź motorową (wszystkie o długości 9,2 metra), zawieszone na żurawikach w rufowej części pokładu górnego, a także umieszczony na rufowej części pokładu dziobowego bączek o długości 4,9 metra. Okręt był przystosowany do przenoszenia, przechowywanego w stanie złożonym za kominem, opuszczanego i podnoszonego z wody przez dwa żurawiki, wodnosamolotu pokładowego do korygowania ognia artyleryjskiego. Monitor nigdy jednak nie otrzymał wyposażenia lotniczego, w związku z czym żurawiki został w trakcie służby zdemontowane.

## Służba

### I wojna światowa

#### 1915 rok
HMS „Prince Eugene” został wcielony do służby w Royal Navy 2 września 1915 roku. Okręt otrzymał numer taktyczny M10  . Jego pierwszym dowódcą został już 21 sierpnia 1915 roku kmdr (ang. captain) E. Wigram. Okręt po przybyciu do Dover został w połowie września włączony do Dywizjonu Monitorów Sił Dover (ang. Dover Patrol).
Już 19 września okręt wraz z monitorem „Marshal Ney” miał uczestniczyć w ostrzale usytuowanej w pobliżu Ostendy niemieckiej baterii nadbrzeżnej „Tirpitz” (cztery działa kalibru 280 mm), lecz z powodu przedłużenia czasu bunkrowania węgla ostatecznie nie wziął udziału w tej akcji. Pierwszą akcję bojową „Prince Eugene” wykonał 25 września, kiedy w towarzystwie siostrzanego „General Craufurd” wziął udział w ostrzale Zeebrugge. 3 października „Prince Eugene” wspólnie z siostrzanymi monitorami „Prince Rupert” i „Sir John Moore” wspierał ogniem artyleryjskim ofensywę wojsk alianckich dowodzonych przez marszałka Johna Frencha.

#### 1916 rok

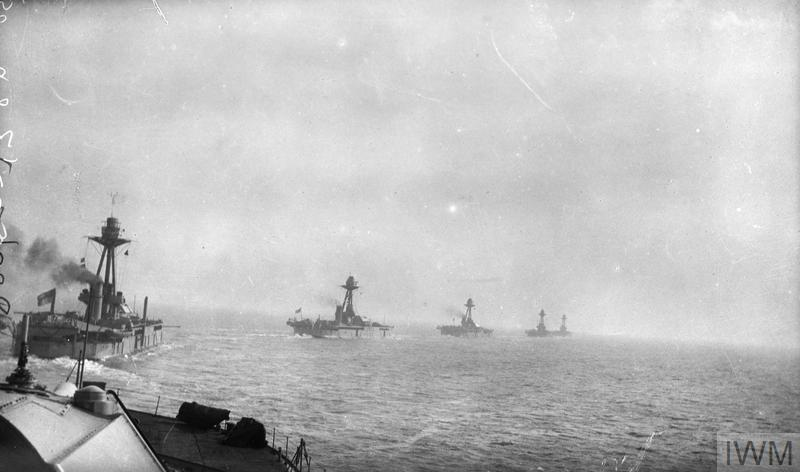
Sześć monitorów typu Lord Clive Sił Dover w 1916 roku („Prince Eugene” drugi od lewej)

Na początku 1916 roku w miejscu zdemontowanych dział kalibru 76,2 mm na pokładzie dziobowym zamontowano dwa działa kalibru 152,4 mm. 26 stycznia „Prince Eugene” uczestniczył w operacji ostrzału pozycji niemieckich w pobliżu Westende, przeprowadzonej bez kontrakcji przeciwnika wraz z monitorami „General Craufurd”, „General Wolfe”, „Lord Clive”, „Marshal Ney”, M25 i M27, wystrzeliwując 11 pocisków głównego kalibru. Od 24 kwietnia „Prince Eugene” wraz z siostrzanym „General Wolfe” zabezpieczały stawianie w kanale La Manche długiej na 20 Mm minowo-sieciowej zagrody przeciwko U-Bootom, sięgającej od Nieuwpoort do Zeebrugge, dostając się pod ogień dział baterii „Tirpitz”, które zmusiły okręt do wycofania się poza zasięg jej armat sięgający nawet 32 900 metrów. Działa niemieckiej baterii uzyskały trafienie brytyjskiego niszczyciela „Melpomene”, który jednak zdołał się wycofać pod osłoną ognia monitorów. Jesienią jednostka trafiła do stoczni w Southampton na remont dokowy.

#### 1917 rok
17 marca 1917 roku „Prince Eugene” i „Erebus” przebywały na patrolu nieopodal Ramsgate. Na przełomie 1916 i 1917 roku na potrzeby przyszłego desantu opracowano i zbudowano specjalny „ponton” o wyporności 2500 ton, mogący zabrać na pokład nawet kilka tysięcy uzbrojonych żołnierzy z koniecznym wyposażeniem. Ponton ów z powodu braku własnego napędu miał być pchany przez dwa ustawione burta w burtę monitory, w związku z czym do obsługi jednego z nich zostały przydzielone monitory „Prince Eugene” i „Prince Rupert”. Po rezygnacji z pomysłu takiego desantu, jesienią monitor powrócił do zwykłej służby w Siłach Dover. 4 października okręt trafił do stoczni marynarki w Portsmouth, gdzie w został poddany remontowi. 13 grudnia HMS „Prince Eugene” ponownie został skierowany do stoczni w Portsmouth w celu instalacji pochodzącego z wielkiego krążownika HMS „Furious” działa kalibru 457 mm.

#### 1918 rok
W styczniu 1918 roku numer taktyczny jednostki zmieniono na M11  . 7 kwietnia zakończyły się prace przygotowujące do montażu działa Mark I L/40, powiązane ze wzmocnieniem konstrukcji monitora, jednak z powodu przedłużających się prac nad konstrukcją łoża i braku samego działa okręt powrócił do Dover. 11 kwietnia „Prince Eugene”, „General Craufurd”, „Lord Clive” i „Marshal Soult” wystrzeliły razem 50 pocisków w kierunku niemieckich baterii w pobliżu Ostendy. W nocy z 22 na 23 kwietnia podczas rajdu na Zeebrugge i Ostendę akcja została powtórzona (trzy monitory typu Lord Clive zużyły po 50 pocisków każdy, a „Marshal Soult” wystrzelił 80 pocisków kalibru 381 mm). 3 maja „Prince Eugene” i „Sir John Moore” wystrzeliły łącznie 30 pocisków w kierunku Middelkerke, a ich ogień był korygowany przez samolot Airco DH.4 z 202. Eskadry RAF. W nocy z 9 na 10 maja „Prince Eugene” znów uczestniczył w ostrzale nieprzyjacielskich baterii nadbrzeżnych na zachód od Ostendy. 28 września monitor wziął udział we wsparciu artyleryjskim ofensywy Armii Północnej we Flandrii, dowodzonej przez króla Belgii Alberta I. „Prince Eugene” wchodził wtedy w skład II Dywizjonu Monitorów, wraz z „Sir John Moore” i „General Craufurd”. 19 października „Prince Eugene” trafił do stoczni w Portsmouth w celu instalacji działa kalibru 457 mm, jednak prace zostały przerwane po trzech dniach po rozpoczęciu tajnych rozmów na temat zawieszenia broni na froncie zachodnim i ostatecznie nie zamontowano ani łoża, ani samego działa.

### Po I wojnie światowej
Niedługo po zawarciu rozejmu w Compiègne, 12 grudnia 1918 roku HMS „Prince Eugene” został wycofany ze służby, po czym stacjonował w Immingham. Na przełomie 1920 i 1921 roku jednostkę przeholowano do Portsmouth, gdzie z jego pokładu zdemontowano uzbrojenie i dające się jeszcze wykorzystać wyposażenie, po czym okręt trafił na kotwicowisko w Spithead. 9 maja 1921 roku kadłub monitora został nabyty przez firmę T.W. Ward z Sheffield w celu złomowania, które rozpoczęło się w Preston 10 sierpnia 1923 roku.